# جون رايت (لاعب كريكت بريطاني)
جون رايت (31 ديسمبر 1935 في المملكة المتحدة - ) (بالإنجليزية: John Wright)‏ هو لاعب كريكت بريطاني. لعب مع نادي مقاطعة ساسكس للكريكت ‏.

## وصلات خارجية
- جون رايت على موقع إي آس بي آن كريك إنفو (الإنجليزية)